# モンテレンツィオ
モンテレンツィオ（伊: Monterenzio）は、イタリア共和国エミリア＝ロマーニャ州ボローニャ県にある、人口約6,100人の基礎自治体（コムーネ）。

## 地理

### 位置・広がり

#### 隣接コムーネ
隣接するコムーネは以下の通り。括弧内のFIはフィレンツェ県(トスカーナ州)所属を示す。
- カザルフィウマネーゼ
- カステル・デル・リーオ
- カステル・サン・ピエトロ・テルメ
- フィレンツオーラ (FI)
- ロイアーノ
- モンギドーロ
- オッツァーノ・デッレミーリア
- ピアノーロ

### 気候分類・地震分類
モンテレンツィオにおけるイタリアの気候分類 (it) および度日は、zona E, 2490 GGである。
また、イタリアの地震リスク階級 (it) では、zona 2 (sismicità media) に分類される。

## 行政

### 分離集落
モンテレンツィオには、以下の分離集落（フラツィオーネ）がある。
- Bisano, Cà di Bazzone, Cassano, Castelnuovo, Farneto, Pizzano, Rignano, San Benedetto del Querceto, San Clemente, Sassuno, Savazza, Vignale, Villa di Sassonero, Farneto, Cà del Vento, Villa di Cassano, Bisano, Cà Merla, Cà Corradini, Fiumetto

## 姉妹都市
- Glux-en-Glenne、フランス
- モルデ、ノルウェー